# Chimerarachne
Chimerarachne (il cui nome significa "ragno chimera") è un genere estinto di aracnide vissuto nel Cretaceo superiore, circa 99 milioni di anni fa (Cenomaniano), rinvenuto nelle ambre birmane del Myanmar. Il genere contiene una singola specie, ossia Chimerarachne yingi. La classificazione di questo aracnide è piuttosto controversa, in quanto potrebbe sia appartenere ad Uraraneida, un gruppo altrimenti noto solo dal Devoniano al Permiano, sia ad un clade separato più vicino ai ragni. Siccome i primi fossili di ragno provengono dal Carbonifero, entrambe le ipotesi lascerebbero una discendenza di almeno 170 milioni di anni senza documentazione fossile, rendendolo un taxon Lazarus. Chimerarachne era di taglia piuttosto ridotta, essendo lungo solo 2,5 millimetri, con la coda di circa 3 millimetri. Questi fossili assomigliano molto ai ragni veri e propri in quanto presentano due delle loro caratteristiche principali che li definiscono: seritteri per secernere la seta, e un organo maschile modificato sul pedipalpo per il trasferimento dello sperma. Allo stesso tempo, questi aracnidi mantengono caratteri primitivi, come la lunga coda simile ad una frusta, simile a quella degli scorpioni a frusta e uraraneidi. Chimerarachne non è ancestrale ai ragni, essendo molto più giovane dei più antichi ragni risalenti al Carbonifero, ma sembra essere un sopravvissuto di un gruppo estinto che era probabilmente molto vicino alle origini dei ragni. La sua presenza suggerisce l'esistenza di animali simili a ragni con la coda che hanno convissuto accanto ai veri ragni per almeno 200 milioni di anni.

## Etimologia
Il nome Chimerarachne si compone delle parole chimera, mostro della mitologia greca composto da parti di diversi animali, a rappresentare la miscela di caratteristiche basali e derivate dell'animale, unito al suffisso arachne che è la parola greca per "ragno". Il nome della specie, yingi, onora Yanling Ying, che ha recuperato uno degli esemplari.

## Caratteristiche
Le gambe ed il corpo di Chimerarachne sono generalmente simili a quelli di un comune ragno. I cheliceri (apparato boccale) sono simili a quelli dei ragni appartenenti ai mesoteli o ai mygalomorfi. Le zanne non hanno peli, che è un'altra caratteristica tipica dei ragni, ma non è chiaro se questi animali avessero o meno il veleno. Il pedipalpo maschile ha un organo palpale costituito dal tarso (o cymbium), che è diviso in due lunghi lobi, e un semplice bulbo palpale simile a quello di alcuni ragni mygalomorphi ma apparentemente meno complesso del bulbo del mesotelio.
L'addome è segmentato, come quello di un ragno mesoteliale. Tuttavia, a differenza dei ragni, vi sono numerosi segmenti cilindrici brevi sul retro da cui emerge una lunga coda segmentata (o flagello). L'addome presenta filiere anche sul lato inferiore, e quest'ultimi sono particolarmente interessanti dato che era ampiamente scontato che i ragni inizialmente avessero quattro coppie nel mezzo della parte inferiore come nei moderni ragni mesoteli. Al contrario, Chimerarachneha presenta solo due coppie di filiere abbastanza ben sviluppate verso la parte posteriore dell'addome che hanno una forma simile a quelle del mesotelio e che sono probabilmente equivalenti alle filiere laterali anteriori (ALS) e alle filiere posteriori laterali (PLS) dei moderni ragni. Non ci sono, tuttavia, filiere mediane posteriori. Nel luogo in cui ci si aspetterebbe di trovare i seritteri mediani anteriori (AMS) nei ragni ci sono invece un paio di spigoti tozzi che potrebbero essere filiere nel processo di formazione.

## Studi
Nel 2018, sono stati rinvenuti ben cinque esemplari di Chimerarachne yingi nella ambre birmane. Due coppie di esemplari sono stati acquisiti in modo indipendente da due diversi team di ricerca durante l'estate del 2017. I loro risultati sono stati pubblicati di seguito come documenti di accompagnamento nel febbraio 2018 sulla rivista Nature Ecology and Evolution. Tutti e quattro i campioni originali avevano pedipalpi modificati, che assomigliano a quelli usati dai moderni ragni maschili per trasferire lo sperma durante l'accoppiamento, il che implica che tutti e quattro i campioni iniziali sono maschi. Il quinto campione mancava di questi pedipalpi modificati, quindi è presumibilmente di sesso femminile.
Le due pubblicazioni concordano sull'anatomia di base e il significato di questi fossili, ma differiscono leggermente nella loro interpretazione della posizione tassonomica di Chimerarachne in Arachnida. Secondo Wang et al., che hanno pure nominato il genere e la specie, l'animale sarebbe filogeneticamente più vicino ai ragni. Lo studio di Huang et al., invece, porrebbe Chimerarachne in una posizione più lontana dai ragni veri e propri e come parte di un estinto ordine di aracnidi noti come Uraraneida, che comprendono appunto aracnidi simili a ragni dotati di una lunga coda, ma che in precedenza non si pensava avesse filiere. I fossili sollevano quindi la questione se i ragni debbano essere definiti acquisendo filiere e un organo maschile pedipalpo o essere definiti avendo perso la coda.